# Jewel Staite
Jewel Belair Staite (White Rock, 2 de Junho de 1982) é uma atriz canadense, mais conhecida por seus trabalhos nas séries de televisão Firefly e Stargate Atlantis, e no filme Serenity.

## Biografia

### Vida pessoal
Jewel Belair Staite nasceu na pequena cidade de White Rock, no Canadá, sendo a mais jovem de sete filhos do casal Staite. Os hobbies favoritos de Jewel são viajar e escrever. Staite também está envolvida com instituições de caridade.
A atriz foi casada com o também ator Matt Anderson entre 2003 e 2011. Em maio de 2015, ficou noiva de Charlie Ritchie, com quem tem um filho, Wilder, nascido em dezembro de 2015. 

### Carreira
Staite é mais conhecida do público por seu papel como Kaylee Frye na série de ficção científica Firefly e no filme subsequente, Serenity. Outro trabalho notório foi Wonderfalls, onde interpretou a antagonista Heidi Gotts. A exemplo de Firefly, Wonderfalls foi cancelada após poucos episódios pela FOX. Atualmente ela interpreta a Dr. Jennifer Keller em Stargate Atlantis, uma série de televisão com temática baseada em ficção científica.

## Filmografia

### Televisão
- 2012 The L.A. Complex  como Raquel Westbrook
- 2011 ´´Supernatural`` como Amy Pond
- 2007-2009 Stargate Atlantis como Dr. Jennifer Keller
- 2004 Cold Squad como Thora Andrews
- 2004 Huff como Carolyn
- 2004 Wonderfalls como Heidi Gotts
- 2003 Firefly como Kaylee Frye
- 2002 Just Deal como Laurel
- 2002 Beyond Belief como Carly
- 2001 Da Vinci's Inquest como Gabriella Da Vinci
- 2001 Seven Days como Molly
- 2001 2gether: The Series como Josie
- 2001 The Immortal como Danielle Jenkins
- 2000 Higher Ground como Daisy Lipenowski
- 1999 Honey, I Shrunk the Kids como Tiara Vanhorn
- 1999 So Weird como Callie
- 1999 Nothing Too Good for a Cowboy como Sally
- 1996 Space Cases como Catalina
- 1996 Flash Forward como Rebecca "Becca" Fisher
- 1995 The X-Files como Amy Jacobs
- 1995 Are You Afraid of the Dark? como Kelly
- 1994 The Odyssey como Labelia

### Cinema
- 2009 The Forgotten Ones como Liz
- 2005 Serenity como Kaylee Frye
- 2002 Cheats como Teddy
- 1995 The Secret of Bear Mountain como Samantha